# Photo Club de París
Photo Club de París (1888 - 1928) fue una asociación de fotógrafos aficionados franceses que tuvo gran importancia en el proceso de considerar la fotografía como arte y no sólo un registro de la realidad.
Fundado en 1888 por Robert Demachy y Maurice Bucquet mantenía la posibilidad de conseguir arte mediante las técnicas fotográficas oponiéndose a la Sociedad Francesa de Fotografía que promovía la fotografía como proceso técnico y científico para el registro de la realidad y se oponía a su valor como medio de expresión artística. Algunos de sus miembros más destacados fueron junto a los fundadores Constant Puyo, René Le Bègue y Paul Bergon.
Este movimiento tenía un enfoque de tipo pictorialista y surge también en otros países destacando el Camera Club de Viena que se oponía a la Photographische Gesellschaft, el The Linked Ring opuesto a la Sociedad Fotográfica de Gran Bretaña o el Camera Club de Nueva York que dio origen finalmente al movimiento de la Photo-Secession.
Organizó una exposición internacional en julio de 1893 denominada «Primera Exposición del Arte Fotográfico» en la que sólo se admitían fotografías con un «verdadero carácter artístico».